# Cock and Ball Torture
Cock and Ball Torture (CBT) is een Duitse grindcoreband die in 1997 opgericht werd door leden van de band Carnal Tomb. De band staat bekend omwille van het gebruik van zware riffs, pornografische teksten en vervormde vocals.

## Bezetting
- Sascha Pahlke - drums, zang in de studio
- Timo Pahlke  - basgitaar, live-vocals
- Tobias Augustin - gitaar, live-vocals

## Discografie

### Ep's en split-albums
- 1998 - Cocktales (Shredded Records)
- 1999 - Veni, Vidi, Spunky - split met Squash Bowels (Bizarre Leprous Productions)
- 2000 - Zoophilia - split met Libido Airbag (Stuhlgang Records)
- 2000 - Anal Cadaver - split met Grossmember (Noweakshit Records)
- 2001 - Barefoot and Hungry - split met Disgorge (Lofty Storm Records)
- 2001 - Big Tits, Big Dicks - split-ep met Last Days of Humanity (Unmatched Brutality Records)
- 2001 - Split met Filth, Negligent Collateral Collapse, en Downthroat (Bizarre Leprous Productions)
- 2002 - Where Girls Learn to Piss on Command (Stuhlgang Records)

### Full-length albums
- 2000 - Opus(sy) VI (Shredded Records)
- 2002 - Sadochismo (Ablated Records)
- 2004 - Egoleech (Morbid Records)

### Compilatiealbums
- 2006 - A Cacophonous Collection (Obliteration Records)